# Gustav von Kosjek

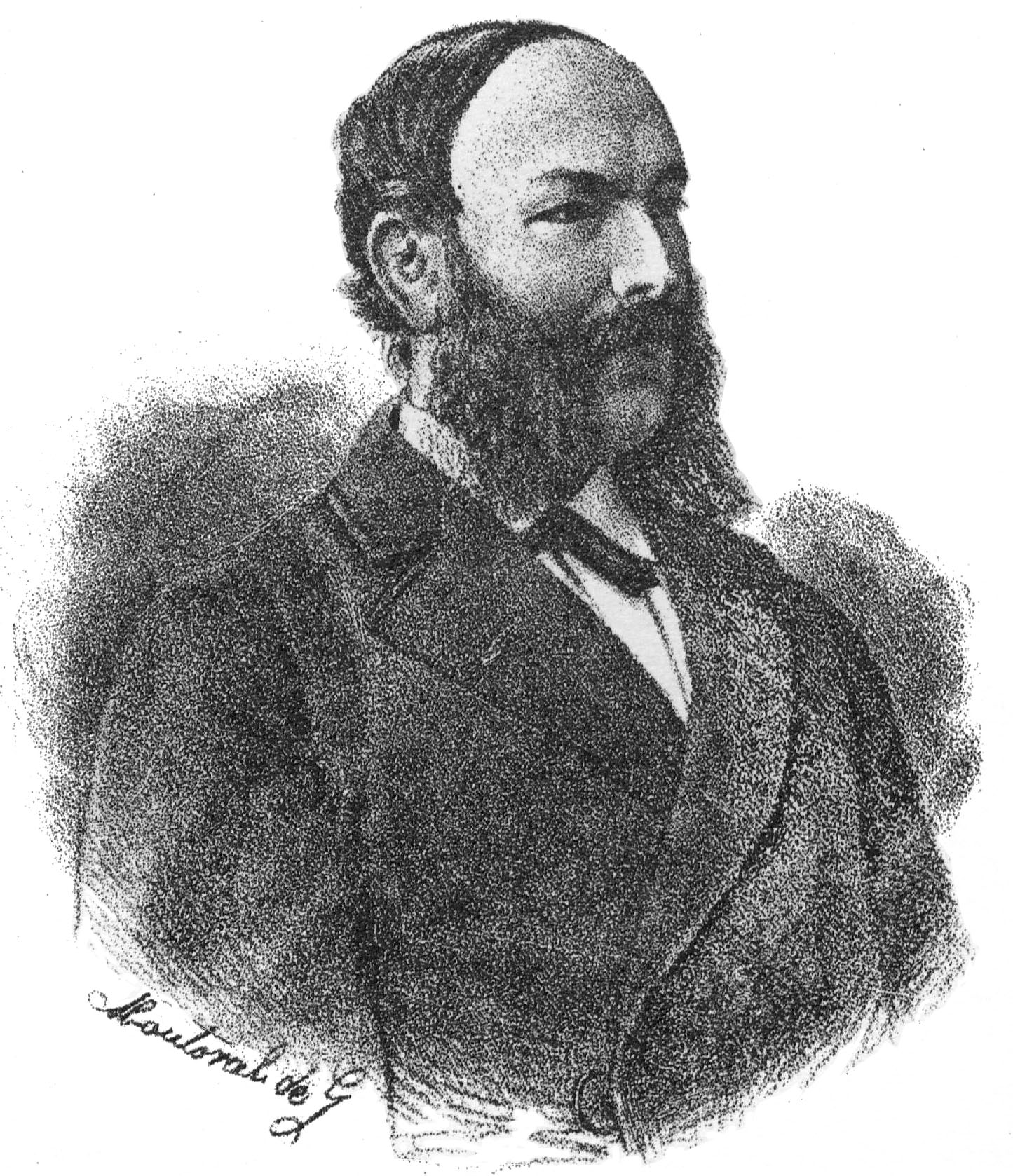
Gustav Freiherr von Kosjek

Gustav Freiherr von Kosjek (* 17. August 1838 in Mittertrixen (heute Gemeindeteil von Völkermarkt), Kärnten; † 1. Februar 1897 in Athen) war ein österreichisch-ungarischer Botschafter.

## Leben
Gustav Freiherr von Kosjek war 1859 Dolmetscher in Konstantinopel, wurde 1871 Leiter der Dolmetscherabteilung und trat 1872 in den auswärtigen Dienst. 1872 wurde er zum Berliner Kongress delegiert.
Von 1881 bis 1883 war er Generalkonsul und diplomatischer Agent in Kairo. Vom 4. März 1883 bis zum 26. August 1887 war er Botschafter in Teheran, vom 26. August 1887 bis 1. Februar 1897 Gesandter in Athen.